# DFDT
El difluorodifeniltricloroetano (DFDT) es un compuesto químico. Su composición es la misma que la del insecticida DDT excepto que dos de los átomos de cloro del DDT son reemplazados por sendos átomos de flúor . 
El DFDT fue desarrollado como insecticida por científicos alemanes durante la Segunda Guerra Mundial. Fue documentado por la inteligencia militar aliada pero cayó en el olvido después de la guerra, a pesar de que el descubridor del DDT abogó por el uso del DFDT en su discurso al recibir el premio Nobel de Química en 1948.
En 2019, químicos de la Universidad de Nueva York informaron que el DFDT y su derivado monofluorado, el MFDT, podrían ser insecticidas más eficaces que el DDT y, por lo tanto, podrían usarse para combatir enfermedades como la malaria con un menor impacto ambiental.  